# مجنقة

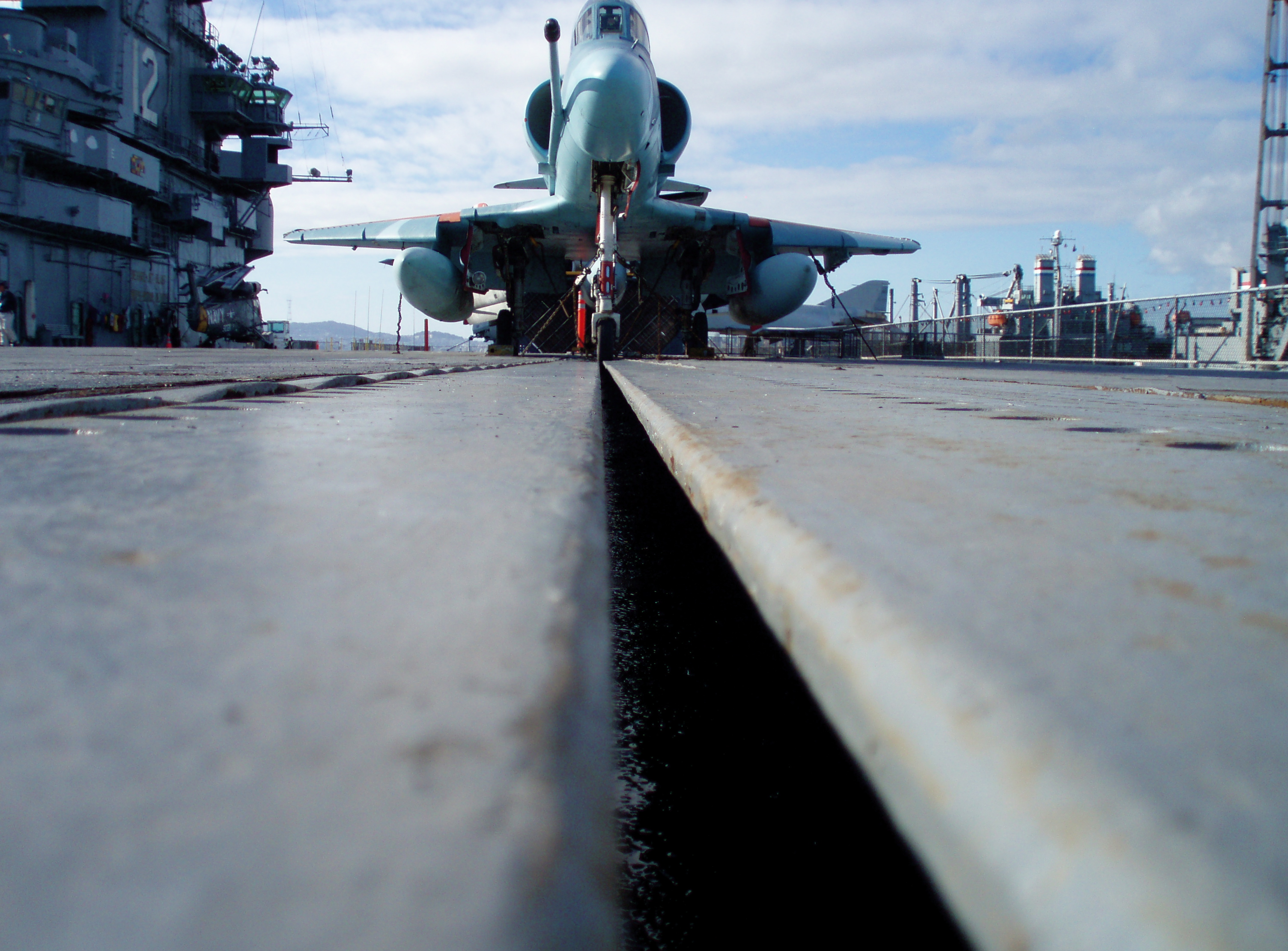
مقاتلة إيه-4 سكاي هوك على وشك الإقلاع من على ظهر حاملة الطائرات الأمريكية يو إس إس هورنيت باستعمال المجنقة.

المِجْنَقَة (بالإنجليزية: Aircraft catapult)‏ أداة تستعمل لإطلاق طائرات الإقلاع والهبوط التقليدي من على متن حاملات الطائرات. وتستعمل هذه التقنية في إطلاق المقاتلات النفاثة في أغلب حاملات الطائرات الموجودة حاليا. غير أن ثمة بعض الاستثناءات مثل حاملة الطائرات الروسية أدميرال كوزنتسوف التي تستعمل طريقة الجذب بالحبال مع مقفز في أخر سطح الإقلاع. تقوم المجنقة بتعجيل سرعة الطائرة التي تنوي الإقلاع من 0 كم/س إلى أكثر من 200 كم/س في غضون 2-4 ثوان مما يتيح للطائرة الإقلاع.

## مبدأ العمل
المجنقة تعمل باستعمال مكبس بخاري ضخم قادر على إطلاق كمية كبيرة من الطاقة في ظرف ثوان. يتم ربط عدة هبوط الطائرة بالمجنفة وعقل الطائرة في مكانها باستعمال قضبان للشد. وبمجرد وصول ضغط المكبس إلى المستوى المطلوب، ترفع قضبان الشد عن الطائرة لتنطلق بسرعة كبيرة جدا على مسار الإقلاع تتيح لها الطيران في الجو.